# Tomasz Kędziora
Tomasz Kędziora (* 11. Juni 1994 in Sulechów) ist ein polnischer Fußballspieler.

## Karriere

### Verein
Kędziora wurde in Sulechów geboren und begann das Fußballspielen bei UKP Zielona Góra. Im Sommer 2010 wurde er von der Jugendabteilung Lech Posens verpflichtet und konnte sich als Abwehrspieler bis zu den Profis durchsetzen. Mittlerweile ist er Stammspieler bei Lech und nahm bereits mehrfach mit seiner Mannschaft an der Qualifikation zur Europa League bzw. Champions League teil. Im Jahr 2015 gewann er sowohl die polnische Meisterschaft als auch den Supercup. Zur Saison 2017/18 wechselte er in die Ukraine zu Dynamo Kiew, wo er einen Vertrag bis 2021 unterschrieb.

### Nationalmannschaft
Kędziora durchlief sämtliche Junioren-Auswahlmannschaften des polnischen Fußballverbandes, ehe er erstmals für das EM-Qualifikationsspiel am 13. Juni 2015 gegen Georgien von Nationaltrainer Adam Nawałka für die A-Mannschaft berufen wurde. Kędziora kam allerdings nicht zum Einsatz. Mit der U-21-Auswahl Polens nahm er 2017 an der Europameisterschaft im eigenen Land teil.
Sein Debüt für die A-Nationalmannschaft feierte er schließlich am 13. November 2017 bei der 0:1-Niederlage im Testspiel gegen Mexiko.
Zur Fußball-Europameisterschaft 2021 wurde er in den polnischen Kader berufen, kam aber mit diesem nicht über die Gruppenphase hinaus.

## Erfolge
Lech Posen
- Polnischer Meister: 2015, 2022
- Polnischer Fußball-Supercup: 2015, 2016

Dynamo Kiew
- Ukrainischer Meister: 2021
- Ukrainischer Pokalsieger: 2020, 2021
- Ukrainischer Fußball-Supercup:

2019, 2020, 2021